# Wilhelm Blaschke

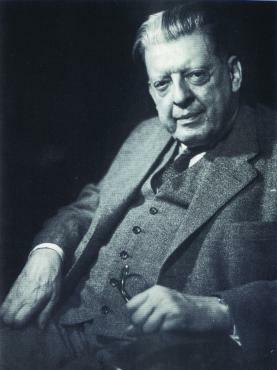
Wilhelm Blaschke

Wilhelm Johann Eugen Blaschke (* 13. September 1885 in Graz, Österreich-Ungarn; † 17. März 1962 in Hamburg) war ein österreichischer Mathematiker und Autor. Seine Arbeiten haben die Entwicklung der modernen Differentialgeometrie entscheidend beeinflusst.

## Leben

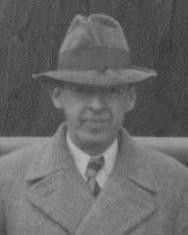
Wilhelm Blaschke (1930)

Sein Vater Josef Blaschke (* 1852 † 1917) lehrte Darstellende Geometrie an der Oberrealschule in Graz und beeinflusste seinen Sohn früh im Sinne der rein geometrischen Beweise von Jakob Steiner. Seine Mutter war Maria Blaschke (* 1864 † 1945), geborene Edle von Mor zu Sunnegg und Morberg.

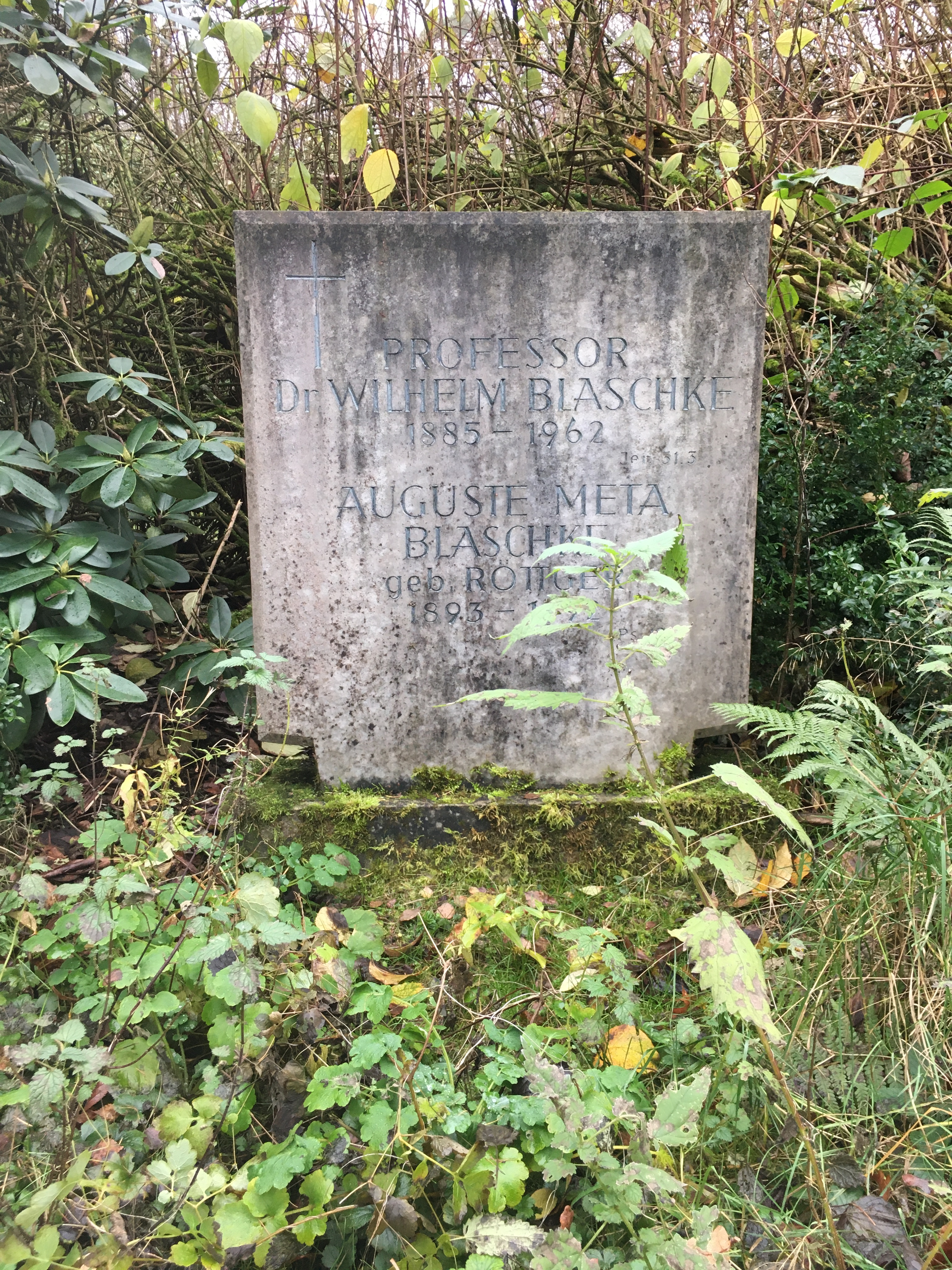
Grabstätte auf dem Friedhof Ohlsdorf im Planquadrat W 6

An der Technischen Universität Graz studierte er Bauingenieurwesen, wo seine Hinwendung zur Mathematik beeinflusst von Oskar Peithner von Lichtenfels verstärkt wurde und er zum Studium der Mathematik an der Universität Wien wechselte und bei Wilhelm Wirtinger 1908 promoviert wurde (Über eine besondere Art von Kurven vierter Klasse). Er ging dann nach Pisa zu Luigi Bianchi und nach Göttingen zu Felix Klein, David Hilbert und Carl Runge. 1910 habilitierte er sich bei Eduard Study in Bonn. Bevor er 1913 Professor in Prag wurde, arbeitete er noch mit dem Lie-Schüler Friedrich Engel in Greifswald zusammen. 1915 ging er nach Leipzig, wo er in seiner Antrittsvorlesung „Kreis und Kugel“ Jakob Steiners Spuren folgt, 1917 nach Königsberg und von dort über Tübingen 1919 nach Hamburg, das er mit der Berufung unter anderem von Erich Hecke und Emil Artin zu einem Zentrum der Mathematik machte. Dort blieb er bis zu seiner Emeritierung 1953, behielt aber auch danach eine rege Reisetätigkeit bei. Blaschke heiratete am 10. April 1923 die Hamburgerin Auguste Meta Anna Röttger (1893–1992), mit der er eine Tochter und einen Sohn hatte. 1927/28 war er Rektor der Universität Hamburg (Antrittsrede: Leonardo und die Naturwissenschaften).
Blaschke opponierte im NS-Staat anfangs gegen dessen Isolationsbestreben auf wissenschaftlichem Gebiet, beantragte dann am 5. Juli 1937 die Aufnahme in die NSDAP und wurde rückwirkend zum 1. Mai desselben Jahres aufgenommen (Mitgliedsnummer 4.486.904). Am 11. November 1933 gehörte er zu den Aufrufern für das Bekenntnis der deutschen Professoren zu Adolf Hitler und dem nationalsozialistischen Staat.
Blaschke war in den Nachkriegsjahren stark umstritten. Er wurde 1946 entnazifiziert und bekam seinen Lehrstuhl in Hamburg zurück, den er bis zu seiner Emeritierung 1953 behielt. Er hatte aber auch dann sehr viele internationale Kontakte. Zu seinen Schülern gehörten der nach dem Zweiten Weltkrieg international führende Geometer Shiing-Shen Chern, der 1936 bei ihm promovierte, Gerhard Thomsen und Luis Santaló. Ein weiterer Mitarbeiter war Gerrit Bol.
Er starb am 17. März 1962 an einem Herzanfall in Folge einer über lange Zeit unbemerkt gebliebenen Blinddarmentzündung. Sein Grab befindet sich auf dem Friedhof Ohlsdorf unweit des Haupteinganges. Sein wissenschaftlicher Nachlass befindet sich im Institut für die Geschichte der Naturwissenschaft und Technik der Universität Hamburg.

## Werk
Blaschke arbeitete auf zahlreichen Gebieten der Differentialgeometrie (besonders affine Differentialgeometrie) und der Geometrie, z. B. über Minimaleigenschaften („isoperimetrische Eigenschaften“) geometrischer Figuren, Konvexe Körper, Integralgeometrie (ein Begriff, den er prägte) und die Geometrie der „Gewebe“, gruppentheoretische Eigenschaften der Geometrie, Geometrie der Kreise und Kugeln (nach Edmond Laguerre, August Ferdinand Möbius, Sophus Lie). In der Funktionentheorie ist das Blaschkeprodukt nach ihm benannt, ferner der Konvergenzsatz von Blaschke und der Auswahlsatz von Blaschke.
Er ist der Verfasser vieler ausgezeichneter Lehrbücher, besonders seine „Vorlesungen über Differentialgeometrie“ von 1921/9. Auch Felix Kleins Vorlesungen über höhere Geometrie hat er neu herausgegeben und ergänzt. Blaschke war Mitherausgeber der Grundlehren der mathematischen Wissenschaften.
Eine Vermutung von Blaschke über die Charakterisierung der n-dimensionalen Sphäre als Wiedersehen-Mannigfaltigkeit wurde von Jerry Kazdan, Marcel Berger, Alan Weinstein und Chung Tao Yang bewiesen.

## Ehrungen und Mitgliedschaften
Am 4. April 1957 wurde Blaschke als Ehrenmitglied in die Deutsche Akademie der Wissenschaften zu Berlin aufgenommen. Er war seit 1943 auch Mitglied der Leopoldina. Er war Mitglied der Österreichischen Akademie der Wissenschaften, der Akademie der Wissenschaften und der Literatur in Mainz und korrespondierendes Mitglied der Bayerischen und Sächsischen Akademie der Wissenschaften sowie Ehrendoktor der Universitäten Sofia, Padua, Karlsruhe und Greifswald.
Die Wilhelm Blaschke Gedächtnisstiftung in Hamburg (gegründet von Emanuel Sperner) vergibt ihm zu Ehren eine Medaille für Leistungen in der Geometrie. Preisträger waren unter anderem Katsumi Nomizu und Kurt Leichtweiß.

## Werke
- Gesammelte Werke, Thales, Essen 1985
- Kreis und Kugel, Leipzig, Veit 1916, 3. Auflage, Berlin, de Gruyter 1956
- Vorlesungen über Differentialgeometrie, 3 Bde., Springer, Grundlehren der mathematischen Wissenschaften 1921–1929 (Band 1 Elementare Differentialgeometrie, Band 2 Affine Differentialgeometrie, Band 3 Differentialgeometrie der Kreise und Kugeln, 1929)
- Nicht-Euklidische Geometrie und Mechanik I, II, III. Leipzig : B.G.Teubner (1942)
- Zur Bewegungsgeometrie auf der Kugel. In: Sitzungsberichte der Heidelberger Akademie der Wissenschaften. 1948.
- Kinematik und Quaternionen. Berlin : VEB Deutscher Verlag der Wissenschaften (1960)
- mit Kurt Leichtweiß: Elementare Differentialgeometrie. Berlin : Springer (5. Aufl. 1973)
- Reden und Reisen eines Geometers. VEB Deutscher Verlag der Wissenschaften, Berlin (1961; 2., erweiterte Auflage)
- Mathematik und Leben, Wiesbaden, Steiner 1951
- Projektive Geometrie. 3. Auflage. Birkhäuser 1954
- Analytische Geometrie. 2. Auflage. Birkhäuser 1954
- Einführung in die Differentialgeometrie, Grundlehren der mathematischen Wissenschaften, Springer 1950, 2. Auflage mit Hans Reichardt 1960
- Kreis und Kugel (Leipziger Antrittsvorlesung) in: Herbert Beckert, Walter Purkert Leipziger mathematische Antrittsvorlesungen. Auswahl aus den Jahren 1869–1922, B. G. Teubner, Leipzig 1987 (mit Biografie), ursprünglich Jahresbericht DMV, Band 24, 1915, S. 195–209.
- Vorlesungen über Integralgeometrie, VEB, Berlin 1955
- mit Hans Robert Müller: Ebene Kinematik, Oldenbourg, München 1956
- mit Gerrit Bol Geometrie der Gewebe. Topologische Fragen der Differentialgeometrie, Grundlehren der mathematischen Wissenschaften, Springer 1938
- Einführung in die Geometrie der Waben, Birkhäuser 1955
- Griechische und anschauliche Geometrie, Oldenbourg 1953

## Online zugängliche Schriften
- Blaschke „Kreis und Kugel“, Jahresbericht DMV 1915, Antrittsrede in Leipzig
- Blaschke Neue Strömungen in der Differentialgeometrie, Vortrag Charkow 1930, Jb DMV
- Blaschke Topologische Fragen in der Differentialgeometrie, Vortrag Königsberg, Jb DMV 1929
- Blaschke, Hessenberg Lehrsätze über konvexe Körper, Jb DMV 1918
- Blaschke, Bol Über die Geometrie der Gewebe, 1938
- Blaschke Über Integralgeometrie, Jb DMV 1936
- Blaschke, Leichtweiss Elementare Differentialgeometrie
- Klein, Blaschke Vorlesungen über höhere Geometrie 1926
- Blaschkes Vorlesungen über Differentialgeometrie, Band 1,2